# Gulpilhares
Gulpilhares és una antiga freguesia portuguesa del municipi de Vila Nova de Gaia, districte de Porto, amb 6,14 km² d'àrea i 11.341 habitants (al 2011). La densitat de població n'era de 1.847,1 hab/km². Santa Maria de Gulpilhares, per les seues condicions naturals, qualitat del sòl i proximitat a la mar, fou una localitat amb una població heterogènia.
La freguesia es troba al sud del municipi de Gaia a set quilòmetres. Fa frontera amb Vilar do Paraíso i Valadares (al nord), amb Canelas (est), Arcozelo i Serzedo (sud) i a l'oest l'Atlàntic. En destaca la Capella del Senhor da Pedra, patrimoni nacional.
Va ser unida a la freguesia de Valadares, formant la Unió de les freguesies de Gulpilhares i Valadares.

## Població
| Població de Gulpilhares | Població de Gulpilhares | Població de Gulpilhares | Població de Gulpilhares | Població de Gulpilhares | Població de Gulpilhares | Població de Gulpilhares | Població de Gulpilhares | Població de Gulpilhares | Població de Gulpilhares | Població de Gulpilhares | Població de Gulpilhares | Població de Gulpilhares | Població de Gulpilhares | Població de Gulpilhares |
| ----------------------- | ----------------------- | ----------------------- | ----------------------- | ----------------------- | ----------------------- | ----------------------- | ----------------------- | ----------------------- | ----------------------- | ----------------------- | ----------------------- | ----------------------- | ----------------------- | ----------------------- |
| 1864                    | 1878                    | 1890                    | 1900                    | 1911                    | 1920                    | 1930                    | 1940                    | 1950                    | 1960                    | 1970                    | 1981                    | 1991                    | 2001                    | 2011                    |
| 1 327                   | 1 520                   | 1 949                   | 2 216                   | 2 424                   | 2 602                   | 2 952                   | 3 231                   | 3 653                   | 4 094                   | 4 440                   | 6 853                   | 7 504                   | 9 707                   | 11 341                  |

## Història
Gulpilhares té prop de 10.000 habitants i ocupa una àrea de 6,14 km². La zona de platja es Francelos, amb patrimoni religiós important, com ara la Capella del Senhor da Pedra, lloc de culte i peregrinació.

## Llogarets
Gulpilhares és constituït pels llogarets d'Agra, Agrela, Aldeia, Além, Altos Céus, Ameixoeira, Arraial, Areias, Aveias, Azenha, Balastreira, Barras, Barreira, Brigadeiro, Calão, Caminho Novo, Cancela da Lavoura, Canceleiros, Canho (Rio), Canto da Raposa, Capela, Carreira Velha, Carreira dos Loureiros, Casais, Cavada, Chamorra, Châo da Fonte, Châo de Maniços, Costeira da Manaíta, Coteiro da Vela, Covas do Barro, Crastos, Cruzes, Desembargador, Devesa, Eiras Velhas, Espadanido, Espinhoso, Fojo, Fontainhas, Fontão o Trás das Sebes, Francelos, Galega, Giestas, Gondorim, Guimbres, Gulpilhares, Gulpilharinhos, Junqueira. Loureiros, Marco o Vargas, Marinha, Marujo, Miramar, Monte, Moutadas, Outeiro, Paço, Pala, Pardieiros, Passal, Pedra, Pedrinhas, Pereirinho, Picoto, Poça da Ladra, Portela, Presa, Regato, Ribeirinhas, Rio das Carreiras, Rio do Forno, Rio Velho, Saibreira, Sorte, Soval, Tapada da Pedreira, Telha, Tornadouro, Tranqueira, Vela i Venda.

## Patrimoni
- Quinta i capella da Portela
- Capella do Senhor da Pedra
- Església de Santa Maria
- Capella de Santo Isidoro
- Creu de terme
- Necròpolis de l'edat del bronze i romana de Gulpilhares
- Platja de Francelos